# Sida subspicata
Sida subspicata är en malvaväxtart som beskrevs av Ferdinand von Mueller och George Bentham. Sida subspicata ingår i släktet sammetsmalvor, och familjen malvaväxter. Inga underarter finns listade i Catalogue of Life.